# Чемпионат мира по шоссейным велогонкам 2022 — индивидуальная гонка (женщины)
Индивидуальная гонка с раздельным стартом среди женщин на чемпионате мира по шоссейному велоспорту 2022 года прошла 18 сентября в австралийском городе Вуллонгонг. Победу второй год подряд одержала нидерландская велогонщица Эллен Ван Дейк.

## Участники
Страны-участницы определялись на основании мировом рейтинге UCI по странам по состоянию на 17 августа 2022 года.
Максимальное количество гонщиков в команде не могло превышать 2 человек. Помимо этого вне квоты могли участвовать действующие чемпионка мира и чемпионки континентальных чемпионатов. Этим правом воспользовались действующий чемпионка мира нидерландка Эллен Ван Дейк, а также чемпионка Европы швейцарка Марлен Рёссер и чемпионка Африки алжирка Нисрин Хоили.
Хотя на гонке одновременно определялся чемпион среди женщин до 23 лет (U23) действующие континентальные чемпионки в категории U23, в отличие от групповой гонки, не получали для участия дополнительные места вне квоты. Всего участие приняло 43 участницы из 27 стран.
| Национальные сборные (27)- Австралия - Германия - Алжир - Австрия - Аргентина - ЮАР - Бельгия - Чили - Колумбия - Канада - Дания - США - Испания - Объединённые Арабские Эмираты - Франция - Гонконг - Италия - Израиль - Новая Зеландия - Узбекистан - Нидерланды - Пакистан - Польша - Швейцария - Словакия - Словения - Украина |
| |

| Составы команд | Составы команд         | Составы команд                | Составы команд | Составы команд |
| №              | Гонщик                 | Команда                       | Место          |                |
| -------------- | ---------------------- | ----------------------------- | -------------- | -------------- |
| 1              | Эллен Ван Дейк         | Нидерланды                    | 1-й            |                |
| 2              | Марлен Рёссер          | Швейцария                     | 3-й            |                |
| 3              | Эмма Норсгор-Йёргенсен | Дания                         | 14-й           |                |
| 4              | Жюльетт Лабу           | Франция                       | 11-й           |                |
| 5              | Лина Марсела Эрнандес  | Колумбия                      | 30-й           |                |
| 6              | Леа Томас              | США                           | 5-й            |                |
| 7              | Анна Кизенхофер        | Австрия                       | 10-й           |                |
| 8              | Омер Шапира            | Израиль                       | 24-й           |                |
| 9              | Марта Яскульская       | Польша                        | 21-й           |                |
| 10             | Жюли Ван де Вельде     | Бельгия                       | 22-й           |                |
| 11             | Джорджия Бейкер        | Австралия                     | 8-й            |                |
| 12             | Каталина Сото          | Чили                          | DNF            |                |
| 13             | Нисрин Хоили           | Алжир                         | 38-й           |                |
| 14             | Виттория Гуаццини      | Италия                        | 4-й            |                |
| 16             | Аннемик ван Влётен     | Нидерланды                    | 7-й            |                |
| 17             | Кристен Фолкнер        | США                           | 6-й            |                |
| 18             | Леа Кирхманн           | Канада                        | 17-й           |                |
| 19             | Ольга Забелинская      | Узбекистан                    | 19-й           |                |
| 20             | Сандра Алонсо          | Испания                       | 31-й           |                |
| 21             | Сафия Аль Сайех        | Объединённые Арабские Эмираты | 39-й           |                |
| 22             | Нора Енчушова          | Словакия                      | 35-й           |                |
| 23             | Уршка Жигарт           | Словения                      | 28-й           |                |
| 24             | Лучана Роланд          | Аргентина                     | 36-й           |                |
| 25             | Мике Крёгер            | Германия                      | 12-й           |                |
| 26             | Марина Вареник         | Украина                       | 37-й           |                |
| 27             | Рабия Гариб            | Пакистан                      | 40-й           |                |
| 28             | Элла Уилли             | Новая Зеландия                | 29-й           |                |
| 29             | Эшли Молман            | ЮАР                           | 16-й           |                |
| 30             | Вин Юи Лян             | Гонконг                       | 34-й           |                |
| 31             | Агнешка Скальняк-Сойка | Польша                        | 25-й           |                |
| 32             | Лотте Копеки           | Бельгия                       | 9-й            |                |
| 33             | Кристина Швайнбергер   | Австрия                       | DNF            |                |
| 34             | Елена Хартманн         | Швейцария                     | 26-й           |                |
| 35             | Грейс Браун            | Австралия                     | 2-й            |                |
| 36             | Жюли Лет               | Дания                         | 15-й           |                |
| 37             | Арианна Фиданца        | Италия                        | 23-й           |                |
| 38             | Лурдес Оярбиде         | Испания                       | 32-й           |                |
| 39             | Элисон Джексон         | Канада                        | 27-й           |                |
| 40             | Ширин ван Анрой        | Нидерланды                    | 13-й           |                |
| 41             | Зейнеб Ризван          | Пакистан                      | 41-й           |                |
| 42             | Мод Ле Ру              | ЮАР                           | 33-й           |                |
| 44             | Мари Ле Нет            | Франция                       | 20-й           |                |
| 45             | Рикарда Бауернфейнд    | Германия                      | 18-й           |                |

- DNF — не финишировал

## Маршрут
Маршрут гонки проходил в городе Вуллонгонг и представлял собой круг протяжённостью 17,1 км который преодолевали 2 раза. Он включал 24 поворота, примерно на его середине располагался небольшой подъём подъёма Маунт-Оусли, а заключительная часть дистанции была проложена вдоль побережья Тасманова моря, суммарный набор высоты на круге составлял 312 м. Общая протяжённость дистанции составила 34,2 км.

## Ход гонки
Участницы были разделены на три стартовые группы — гонщики стартовали с интервалом в 90 секунд (с дополнительным перерывом между отдельными группами), в порядке, обратном стартовым номерам.
На дистанции была предусмотрена промежуточная отсечка времени, которая располагалась на вершине подъёма Маунт-Оусли и соответственно проходившая два раза на первом и втором круге.
Первое прохождение отсечки было через 7,2 км после старта. Лучшее время на ней показала нидерландка Эллен Ван Дейк — 9 минут 55,52 секунды. Второй стала швейцарка Марлен Рёссер уступив ей 9 секунд, третьей австралийка Грейс Браун с отставанием 10 секунд, четвёртой итальянка Виттория Гуаццини с отставанием 17 секунды и пятой американка Леа Томас с отставанием 32 секунды.
Второе прохождение отсечки было через 24,5 км после старта. На ней лучшее время снова показала Эллен Ван Дейк — 32 минут и 29,62 секунды.  Вторым стала Грейс Браун с отставанием 22 секунды, третьей Марлен Рёссер уступив 34 секунды, четвёртой Виттория Гуаццини с отставанием 45 секунд и пятой Леа Томас с отставанием 1 минута 8 секунд.
Заключительная 10 км дистанции не внесла изменений в первую пятёрку лидеров. Победительницей стала Эллен Ван Дейк. Второе место заняла Грейс Браун, сумевшая сократить отставание на 10 секунду, уступив 12 секунд. Третье место заняла Марлен Рёссер с отставанием 34 секунды. Действующая олимпийская чемпионка в данной дисциплине нидерландка Аннемик ван Влёйтен заняла седьмое место, уступив 1 минуту 43 секунды.

## Результаты
| \| Генеральная классификация \| Генеральная классификация \| Генеральная классификация \| Генеральная классификация \| Генеральная классификация \| \| Гонщик \| Гонщик \| Команда \| Время \| \| \| ------------------------- \| ------------------------- \| ------------------------- \| ------------------------- \| ------------------------- \| \| 1-й \| Эллен Ван Дейк \| Нидерланды \| 44' 28 \| \| \| 2-й \| Грейс Браун \| Австралия \| + 12 \| \| \| 3-й \| Марлен Рёссер \| Швейцария \| + 41 \| \| \| 4-й \| Виттория Гуаццини \| Италия \| + 52 \| \| \| 5-й \| Леа Томас \| США \| + 1' 18 \| \| \| 6-й \| Кристен Фолкнер \| США \| + 1' 25 \| \| \| 7-й \| Аннемик ван Влётен \| Нидерланды \| + 1' 43 \| \| \| 8-й \| Джорджия Бейкер \| Австралия \| + 1' 46 \| \| \| 9-й \| Лотте Копеки \| Бельгия \| + 1' 50 \| \| \| 10-й \| Анна Кизенхофер \| Австрия \| + 1' 56 \| \| |                    |            |         |
| |                    |            |         |
| Источник: ProCyclingStats |                    |            |         |
| Генеральная классификация |                    |            |         |
| Гонщик | Гонщик             | Команда    | Время   |
| 1-й | Эллен Ван Дейк     | Нидерланды | 44' 28  |
| 2-й | Грейс Браун        | Австралия  | + 12    |
| 3-й | Марлен Рёссер      | Швейцария  | + 41    |
| 4-й | Виттория Гуаццини  | Италия     | + 52    |
| 5-й | Леа Томас          | США        | + 1' 18 |
| 6-й | Кристен Фолкнер    | США        | + 1' 25 |
| 7-й | Аннемик ван Влётен | Нидерланды | + 1' 43 |
| 8-й | Джорджия Бейкер    | Австралия  | + 1' 46 |
| 9-й | Лотте Копеки       | Бельгия    | + 1' 50 |
| 10-й | Анна Кизенхофер    | Австрия    | + 1' 56 |